# Dränering

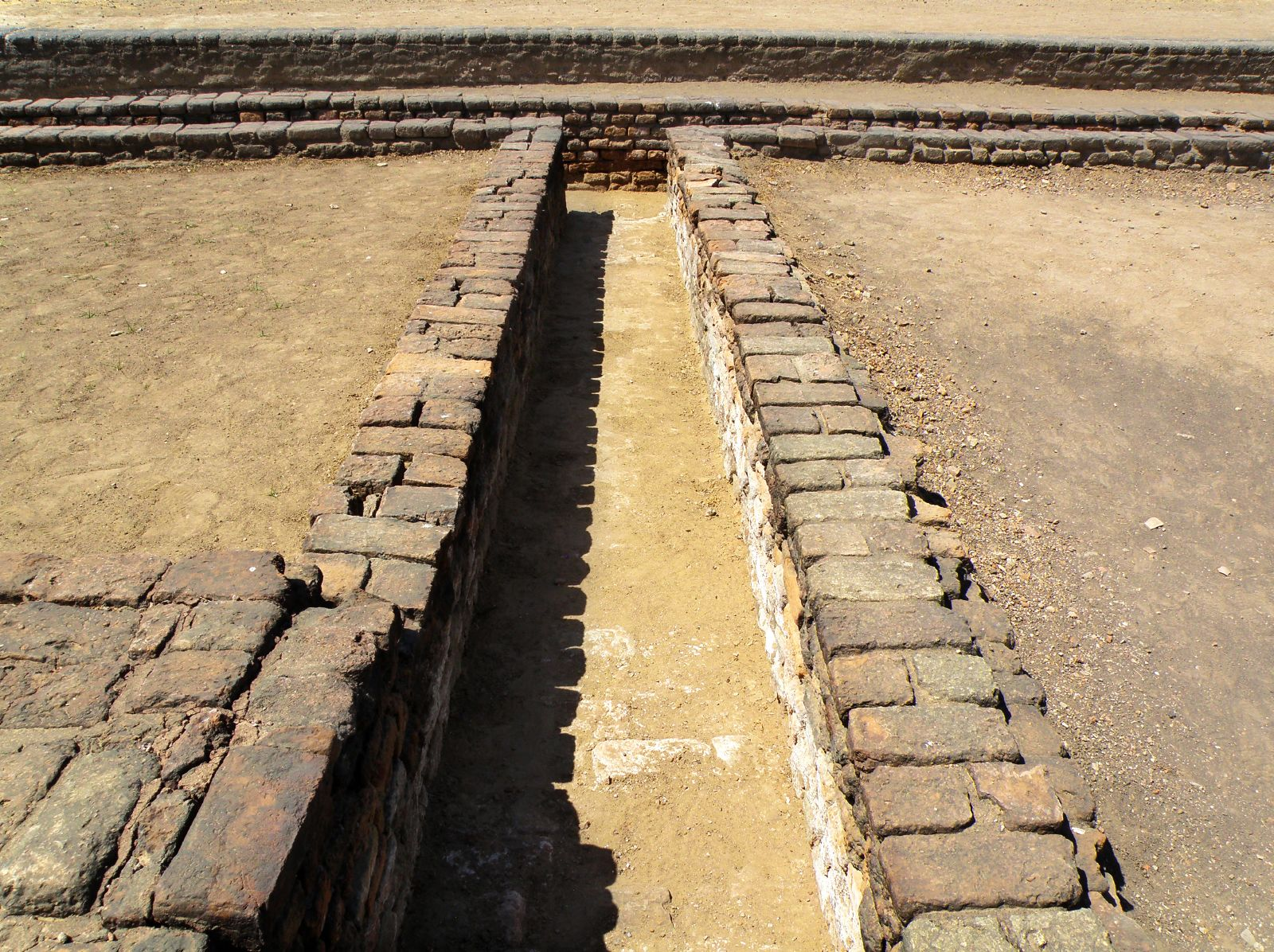
Dräneringskanal i Lothal i Gujarat i nordvästra Indien.

Dränering innebär att man gräver diken för att leda bort oönskat grundvatten eller ytvatten från ett område, exempelvis en tomt vid grundläggning eller gatu- och vägbygge.

## Dräneringsrör
Vid dränering gräver man ned dräneringsrör för effektivare avrinning. Dräneringsrör skiljer sig från avloppsrör genom att dräneringsrören är perforerade med små hål och därmed inte täta. Till de äldre dräneringarna användes antingen tegelrör eller betongrör med öppna skarvar. Detta för att ytvatten och grundvatten ska kunna tränga in i rören och därefter ledas bort. 
I dag använder man plaströr eller slang med en dimension från cirka 50 till 150 millimeter. Det finns dräneringsrör med eller utan flätad kokos för att förhindra att dräneringsrören täpps igen av jord eller sand. De rör som inte har kokosväv lägger man grovt sågspån omkring, eller vad som är praxis vid grundläggning genom att omsluta rören och en del av makadamen med fiberduk. Det finns även en särskild sorts dräneringsrör som kallas TehoDrain (säljs även under namnet "ESS-Drän" i Sverige). Röret är ett korrugerat PP-rör ø110 mm, likt många andra dräneringsrör, men utan perforering i ovankant. I stället finns en stigarkil i botten, med slitsar mitt inne i röret. Vattnet stiger upp inne i kilen, rinner över genom slitsarna, och sedan ner i de spetsiga kanaler som finns på båda sidor om stigarkilen. Kraften i vattnet som rinner projeceras på kanalernas smala botten, varvid dessa blir självrensande. Används bland annat i samband med vägbyggen. 

## Dränering av källarvägg
En källarvägg dräneras genom att man gräver ett cirka 1 meter brett dike intill källarväggen, och ned mot en halv meter under nivån under husets grundsula, husets lägsta punkt. Det kan finnas risker med att frilägga hela husgrunden på en gång, därför kan det vara klokt att färdigställa en vägg i taget även om det är omständligare. Längst ned i dräneringen lägger man med ett litet fall ett perforerat dräneringsrör vilket ska leda bort både grundvatten nedanifrån och regnvatten ovanifrån. Röret leds bort från huset, till en stenkista eller till avlopps- eller dagvattensystem (vanligast till en dräneringsbrunn på tomten). Dräneringsröret ska läggas några decimeter ut från huset och rörets hjässa får i ledningens högsta punkt inte ligga högre än underkanten om anslutande dräneringsskikt.
Innan man lägger röret på plats, lägger man en fiberduk (geotextil) på botten. Dukens uppgift är att förhindra att omgivande jord blandas med gruset, och på sikt täpper till dräneringsledningen. När duken är på plats lägger man röret och häller på dräneringsgrus (makadam 8–16 mm). Gruset ska omsluta röret. Under röret ska det finnas omkring 3–10 cm grus, på sidorna och uppåt minst 20 cm, gärna mer. När gruset är på plats viker man över fiberduken, så att en "tub" bildas. Har man mycket fiberduk är det bara en fördel om man från tuben låter duken fortsätta uppåt mot marknivån, som ett extra skydd mot jord. Sedan fyller man på med så kallat måttligt vattengenomsläppligt material (vanligtvis speciellt dräneringsgrus, eller ren makadam) som packas ordentligt. Allra överst avslutar man med ett cirka 30 cm tjockt bärlager, matjord bör inte läggas mot källarväggen samt att den övre ytan ska luta bort från husväggen. De 30 till 40 cm intill husväggen bör ej användas som blomrabatt utan bör prydas med dekorativa stenar eller singel.
I samband med dräneringen passar man också på att ge källarväggen ett fuktskydd. Här finns två skolor:
- Den äldre är att man penslar med kallasfalt eller använder Platonmatta, en plastmatta. Detta kan kombineras med värmeisolerande skivor av cellplast.
- eller så använder man dränerande cellplastskivor. Antingen spårade skivor eller limmade. De spårade är vattentäta, men torkar även ut byggfukt långsammare. Finns det tätskikt på insidan av källarväggen är den limmade att föredra, annars fungerar den spårade minst lika bra. En utvändigt isolerad källarvägg ger en varm och torr källarvägg. Inför montering av isoleringsskivor friläggs källarvägg från asfalt.